# Ommen (gemeente)
Ommen is een gemeente in de Nederlandse provincie Overijssel. Ommen telt 19.031 inwoners (22 november 2024, bron: CBS) op een oppervlakte van 181,98 km². Ommen heeft daarmee een bevolkingsdichtheid van 97 inwoners per vierkante kilometer, de laagste van alle gemeenten van de provincie Overijssel.

## Kernen

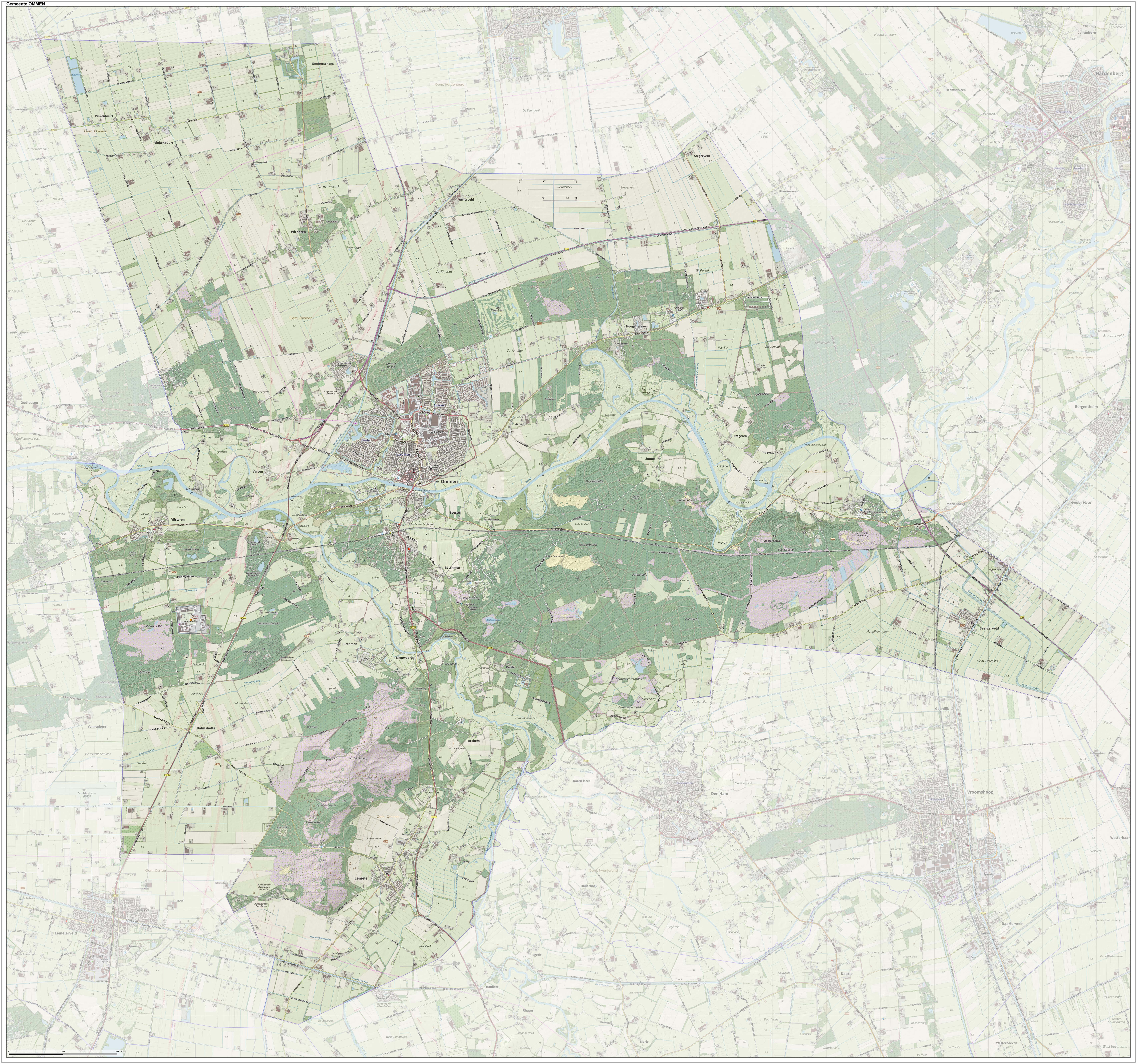
Topografische gemeentekaart van Ommen

In de gemeente Ommen liggen de volgende plaatsen en buurtschappen:
| Woonplaats (BAG) | Inwoners 2023 |
| ---------------- | ------------- |
| Arriën           | 390           |
| Beerze           | 170           |
| Beerzerveld      | 1.065         |
| Dalmsholte       | 340           |
| Giethmen         | 225           |
| Lemele           | 1.570         |
| Ommen            | 13.200        |
| Stegeren         | 535           |
| Vilsteren        | 380           |
| Vinkenbuurt      | 435           |
| Witharen         | 650           |

| Naam buurtschap           | Aantal inwoners |
| ------------------------- | --------------- |
| Archem en Nieuwebrug      | 85              |
| Arriërveld                | 90              |
| Besthmen                  | 190             |
| Eerde                     | 90              |
| Emsland                   | 165             |
| Hoogengraven en Stegeren  | 505             |
| Junne                     | 85              |
| Ommerkanaal en Ommerbosch | 165             |
| Ommerschans               | 140             |
| Ommerveld                 | 155             |
| Rotbrink                  | 15              |
| Stegerveld                | 410             |
| Varsen                    | 780             |
| Zeesse                    | 15              |

## Politiek

### Gemeenteraad
De gemeenteraad van Ommen bestaat uit 17 zetels. Hieronder de behaalde zetels per partij bij de gemeenteraadsverkiezingen sinds 1994:
| Gemeenteraadszetels       | Gemeenteraadszetels | Gemeenteraadszetels | Gemeenteraadszetels | Gemeenteraadszetels | Gemeenteraadszetels | Gemeenteraadszetels | Gemeenteraadszetels | Gemeenteraadszetels |
| Partij                    | 1994                | 1998                | 2002                | 2006                | 2010                | 2014                | 2018                | 2022                |
| ------------------------- | ------------------- | ------------------- | ------------------- | ------------------- | ------------------- | ------------------- | ------------------- | ------------------- |
| Lokale Partij Ommen       |                     |                     |                     | 5                   | 4                   | 2                   | 4                   | 4                   |
| CDA                       | 7                   | 7                   | 7                   | 5                   | 5                   | 5                   | 4                   | 4                   |
| Volkspartij Ommen Vooruit |                     |                     |                     |                     |                     | 2                   | 2                   | 3                   |
| ChristenUnie              |                     |                     | 3                   | 2                   | 2                   | 3                   | 3                   | 3                   |
| PvdA                      | 2                   | 3                   | 2                   | 2                   | 1                   | 1                   | 1                   | 1                   |
| D66                       | 2                   | 1                   | 2                   | 1                   | 2                   | 2                   | 1                   | 1                   |
| VVD                       | 3                   | 3                   | 3                   | 2                   | 3                   | 2                   | 2                   | 1                   |
| GPV                       | 3                   | 3                   |                     |                     |                     |                     |                     |                     |
| Totaal                    | 17                  | 17                  | 17                  | 17                  | 17                  | 17                  | 17                  | 17                  |

### Ambtelijke organisatie
De ambtenaren van de gemeente Ommen en de gemeente Hardenberg werkten vanaf 10 juli 2012 samen in een gemeenschappelijke Bestuursdienst Ommen-Hardenberg, met volledige zelfstandigheid voor beide gemeenten. De ambtelijke fusie is per 1 januari 2019 weer ontbonden.

## Geschiedenis
De gemeente Ommen is in 1923 gevormd uit de fusie van de voormalige gemeenten Stad Ommen en Ambt Ommen. In 1997 werd het oostelijke deel van Lemelerveld, tot dan behorend bij Ommen, bij de gemeente Dalfsen gevoegd. De gemeente Ommen is daardoor kleiner geworden.
In een veel verder verleden bestonden er ook twee bestuurlijke organisaties. Het Stadsgericht Ommen bestond uit een smalle strook vanaf de Vecht noordwaarts, van de stad tot en met de Ommerschans, en werd bestuurd door een eigen Stadsregering. Daarnaast had men het Kerspel of Schoutambt Ommen, als bestuursvorm voor het omliggende platteland. Het schoutambt Ommen omvatte destijds ook Avereest en Den Ham en werd na 1685 ook wel als schoutambt Ommen en Den Ham aangeduid. Bij de introductie van de Franse bestuursorganisatie in 1811 werd Den Ham van het schoutambt Ommen gescheiden en een afzonderlijke gemeente. Het restant van het schoutambt Ommen werd met het stadsgericht Ommen verenigd tot de Mairie Ommen. In 1818 kwam de oude scheiding van Stad en Ambt weer terug, en werd ook Avereest een afzonderlijke gemeente. Na ruim een eeuw, in 1923, werden de gemeenten Stad- en Ambt Ommen opnieuw samengevoegd.

## Monumenten

### Molens
In de gemeente zijn een vijftal korenmolens te vinden:
- De Lelie in Ommen
- De Konijnenbelt in Ommen
- Den Oordt in Ommen
- De Besthmenermolen in de buurtschap Besthmen
- De Vilsterse Molen in Vilsteren

### Kunst in de openbare ruimte
In de gemeente zijn diverse beelden, sculpturen en objecten geplaatst in de openbare ruimte:

## Toerisme

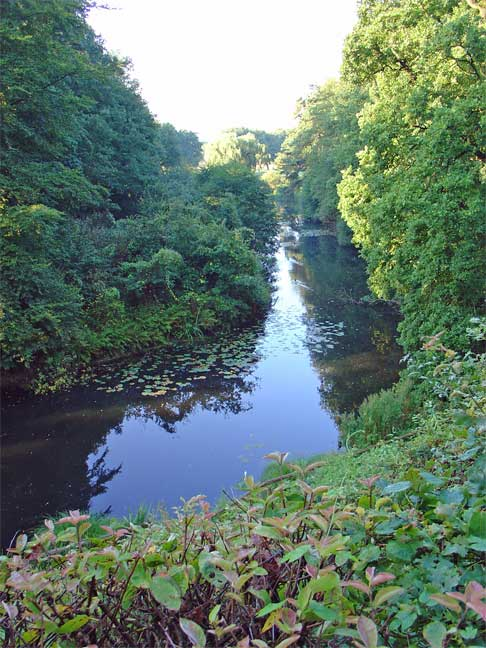
"De Steile Oever" nabij Ommen

De gemeente Ommen is een bekend vakantieoord. In het zuiden en zuidoosten van de gemeente ligt het uitgestrekte en bosrijke Vecht- en Beneden-Reggegebied (een van de Natura 2000 gebieden). Onder andere deze bossen en het Sallandse landschap zijn een rustplek voor veel vakantiegangers. Sinds 1913 werd er aan de rand van Ommen door de scouting (padvinderij) op Ada's Hoeve gekampeerd. Baron van Pallandt heeft in 1923 de Ada's Hoeve, met het omringende bosgebied langs de Vecht, aan de padvinderij geschonken. Dit terrein en een terrein bij de Steile Oever in Eerde zijn nog steeds bij Scouting Nederland in gebruik. Na de Tweede Wereldoorlog is het toerisme sterk gegroeid. In gemeente Ommen bevinden zich nu een groot aantal campings en verschillende bungalowparken. Ook is er het Nationaal Tinnen Figuren Museum gevestigd.

## Partnergemeente
Sinds september 1989 onderhoudt Ommen contacten met de Duitse gemeente Recke. Intentie van dit jumelageverdrag is het uitwisselen van kennis en ervaringen op het gebied van bestuur, sport en cultuur. Ooit was Recke met zijn 12.213 inwoners de thuishaven van de Westfaalse Tödden.

## Aangrenzende gemeenten
| Aangrenzende gemeenten | Aangrenzende gemeenten | Aangrenzende gemeenten | Aangrenzende gemeenten | Aangrenzende gemeenten |
| ---------------------- | ---------------------- | ---------------------- | ---------------------- | ---------------------- |
|                        |                        |                        |                        | Hardenberg             |
|                        |                        |                        |                        |                        |
| Dalfsen                |                        |                        |                        |                        |
|                        |                        |                        |                        |                        |
| Raalte                 |                        | Hellendoorn            |                        | Twenterand             |